# 施慕齡
施慕齡（英語：Patrick "Pat" Smullen；1977年5月22日—2020年9月15日），前愛爾蘭騎師及足球運動員。
施慕齡九次贏得愛爾蘭平地賽馬冠軍騎師頭銜。他在愛爾蘭贏過1,845場頭馬，在英國贏過47場頭馬。
施慕齡因癌症在2020年9月15日逝世，終年43歲。

## 主要勝出賽事
愛爾蘭
- 愛爾蘭打吡（英语：Irish Derby）  - (2) - 灰燕子（英语：Grey Swallow） (2004)、夏辛村（英语：Harzand） (2016)